# Альфгаузен
Альфгаузен (нім. Alfhausen) — громада в Німеччині, розташована в землі Нижня Саксонія. Входить до складу району Оснабрюк. Складова частина об'єднання громад Берзенбрюк.
Площа — 39 км2. Населення становить 4108 ос. (станом на 31 грудня 2021).

## Галерея

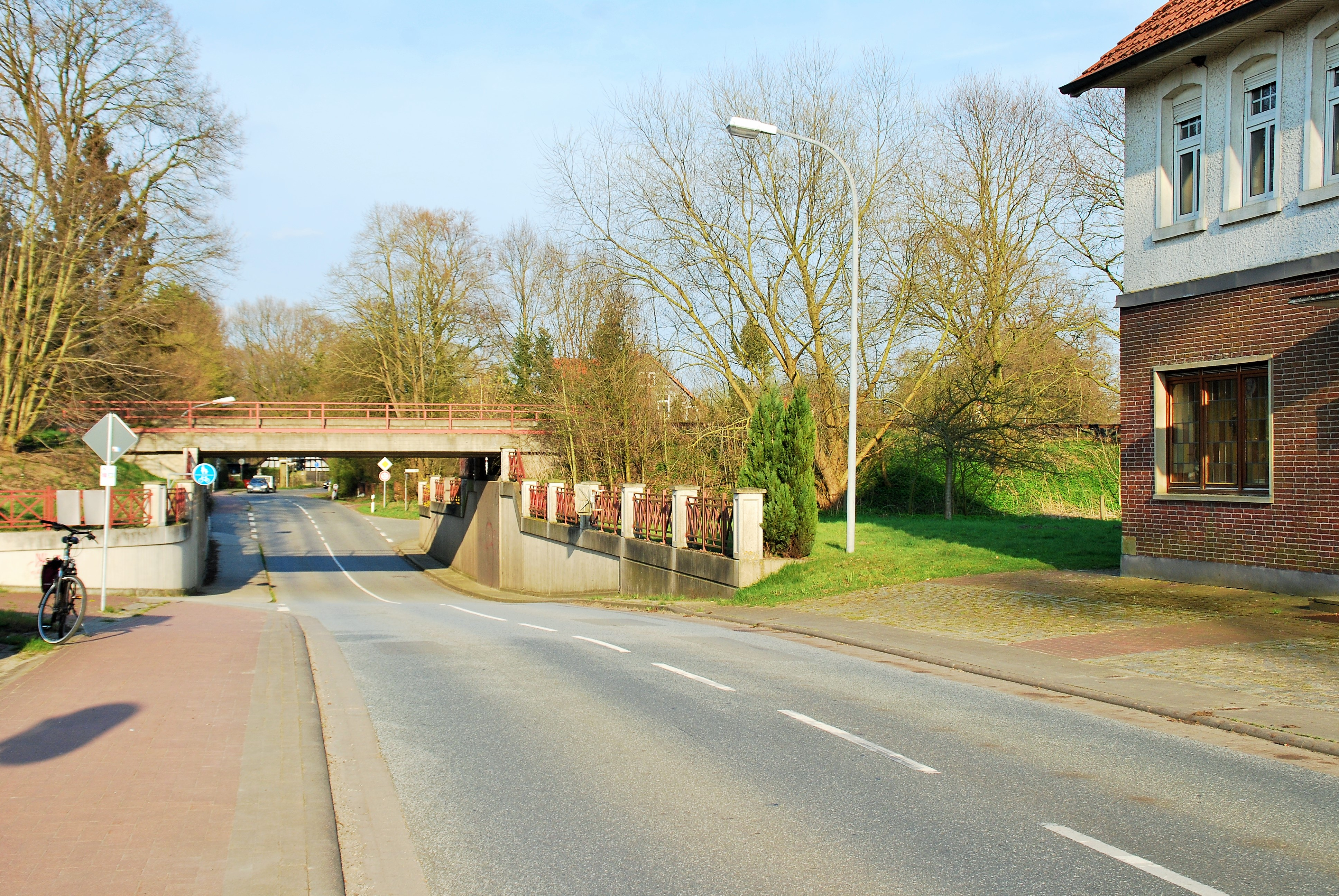
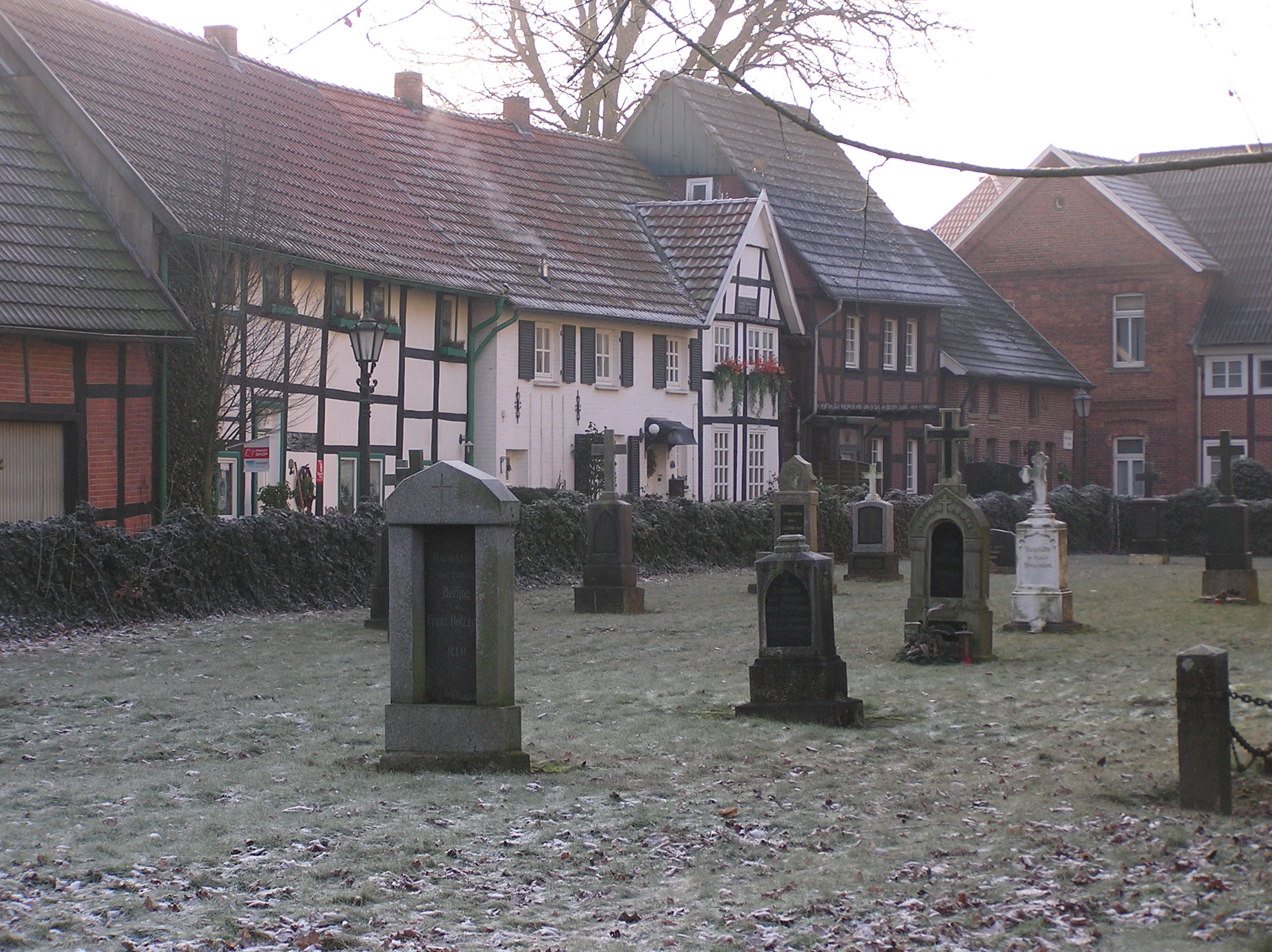
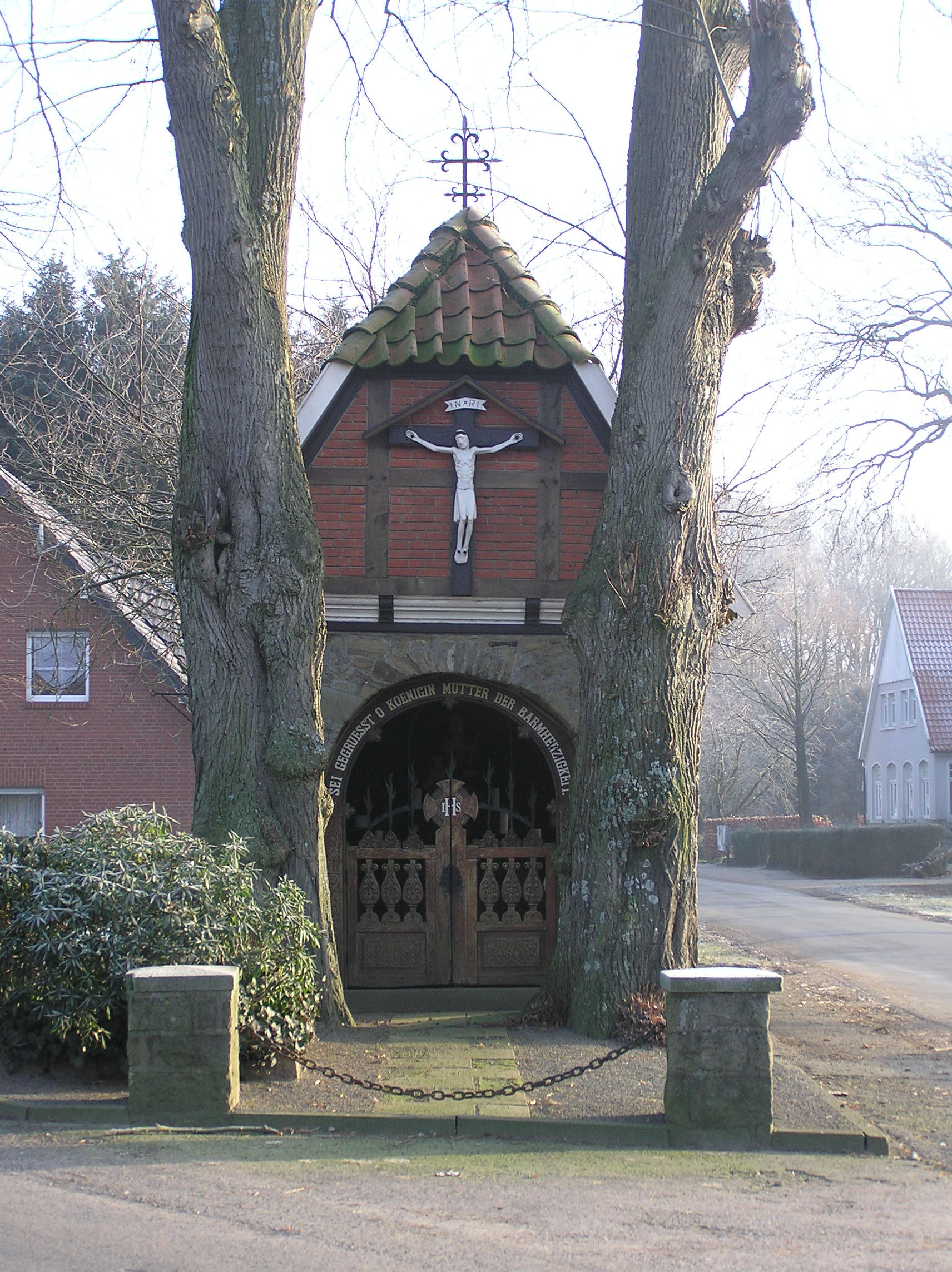